# 津林溪
津林溪，又名加津林溪，為一位於台灣東部之縣市管河川，幹流長度8.30公里，流域面積16.30平方公里，分佈於台東縣大武鄉、達仁鄉。主流發源於達仁鄉新化村柿子埔社南側山谷，先向東流經埔里雅社，進入大武鄉境後，流經鴿子籠（地名）、加津林，最終於省道台9線加津林橋東側注入太平洋。